# ロレーヌ公

ロレーヌ公の紋章

ロレーヌ公（仏：duc de Lorraine）またはロートリンゲン公（独：Herzog von Lothringen）は、現在はフランス領となっているロレーヌ（ロートリンゲン）地方に存在したロレーヌ（ロートリンゲン）公国の君主。初期はフランク王国の部族大公であり、ロートリンゲン大公（ロタリンギア大公）とも呼ばれるが、訳語の違いに過ぎない。フランスとドイツの国境に位置し、歴史的にもフランス王国と神聖ローマ帝国との間で帰属の変遷があり、日本語での呼称はフランス語に基づくものとドイツ語に基づくものが混用されるほか、称号自体も時代によって定訳が（「大公」と「公」で）異なる。

## 歴史

### 成立
ロレーヌ／ロートリンゲンの名は直接には、カロリング朝フランク王国が分裂した際、中フランク王ロタール1世の次男ロタール2世に与えられた領土ロタリンギアに由来する。これはさらに「ロタールの王国」（Lotharii Regnum）に由来する。その領域はおおよそライン川の左岸全てと現在のベネルクスに及んでいた。カール大帝の宮廷のあったアーヘンや、トリーア、マインツ、ケルンなどを含む、フランク王国の中心地域であった。
ロタール2世が死ぬと、メルセン条約でロタリンギアは東西フランクに分割されたが、880年のリブモント条約で全域が東フランク王国領となり、東フランク王家がロタリンギア王となった。しかしロタリンギア王ツヴェンティボルトは在地貴族のレニエ家のレニエ1世と対立し、899年のサン・ゴアール条約により西ロタリンギアは西フランク王国のものとなった。911年の東フランクのカロリング朝断絶以後の混乱により、東フランクの各地では領域統合が進行した。ロタリンギアでもこの頃から有力者が登場し、それら在地貴族は西フランク王国への帰属を決めたが、923年、925年と東フランク王ハインリヒ1世はロタリンギアに侵攻し、最終的に925年または928年にハインリヒ1世よりレニエ家のギゼルベルトが正式にロタリンギア大公（ロートリンゲン大公）に任ぜられ、ロタリンギア（ロートリンゲン）の東フランクへの帰属が決定した。

### オットー大帝のロタリンギア支配
939年、ロタリンギア大公ギゼルベルトは、オットー大帝の弟ハインリヒを擁立し反旗を翻したが、オットー大帝に敗れた。オットーは代わって自らの娘婿コンラート赤毛公（ザリエル家、在位：940年 - 954年）をロタリンギア大公として送り込んだ。954年にコンラート赤公が反乱を起こすと廃位し、代わって自らの弟ケルン大司教ブルーノをロタリンギア大公とした。

### ロタリンギアの上下分割
ブルーノの下でロタリンギアは下ロートリンゲンと上ロートリンゲンの上下に分割された。959年、マトフリート家のゴドフロワが下ロタリンギア辺境伯に、アルデンヌ＝バル家のフレデリックが上ロタリンギア辺境伯にそれぞれ任じられた。どちらの辺境伯も965年のブルーノの死とともに大公に格上げされた。以後、ロタリンギアはライン左岸を中心とする上ロタリンギアと、ベネルクスを中心とする下ロタリンギアの2地域に分裂していった。しかし、1033年にアルデンヌ＝バル家の上ロタリンギア公フレデリック3世が嗣子なく死去すると、皇帝コンラート2世はアルデンヌ＝ヴェルダン家の下ロタリンギア公ゴデロン1世に上ロタリンギアをも与え、上下ロタリンギアはともにゴデロン1世が領することとなった。1044年4月19日にゴデロン1世が死去した際、皇帝ハインリヒ3世はロタリンギアを再び分割し、上ロタリンギアを長子ゴドフロワ3世（髭公）に、下ロタリンギアを次子ゴデロン2世に相続させた。ゴドフロワ3世はこの分割相続をめぐってハインリヒ3世と争ったが、1045年ゴドフロワは降伏し、下ロタリンギア公位はアルデンヌ＝ルクセンブルク家（リュッツェルブルク家）のフレデリック（フリードリヒ）に与えられた。ゴドフロワ3世は再びハインリヒ3世と対立し、1047年には自身の上ロタリンギア公位は剥奪され、シャトノワ家のアダルベールに与えられた。以後、上ロタリンギア公位はロレーヌ公位としてシャトノワ家が相続し、アルデンヌ家に戻ることはなかった。公位を失ったゴドフロワ3世は、1054年にトスカーナ辺境伯ボニファーチオの未亡人ベアトリクスと結婚、1057年には弟フリードリヒが教皇ステファヌス9世となり、さらに弟の死後は次期教皇の選出に関与するなど権力を維持し、1065年には下ロタリンギア公位を与えられた。以降、下ロタリンギア公位はアルデンヌ＝ヴェルダン家の血縁によって相続されていった。

### 下ロタリンギア
12世紀には下ロタリンギア公位はルーヴァン伯が世襲するようになり、この頃からブラバント公とも呼ばれるようになった。この領邦についてはブラバント公国を参照。

### 上ロタリンギア（ロレーヌ）
11世紀から12世紀、上ロタリンギア公の位はメッツ伯家（シャトノワ家）が世襲するようになった。下ロタリンギアがブラバントと呼ばれるようになると、こちらは単に「ロートリンゲン」「ロレーヌ」と呼ばれるようになる。この領邦は1766年まで存続した。
1737年、ポーランド継承戦争の結果、ハプスブルク家の女主マリア・テレジアの夫であったロレーヌ公フランソワ3世エティエンヌ（後の神聖ローマ皇帝フランツ1世）は、フランス王ルイ15世の岳父で元ポーランド王のスタニスワフ・レシチニスキ（スタニスラス）にロレーヌ公位を譲った。1766年にスタニスワフが死去すると、ロレーヌ公国はフランスに併合されて消滅した。
その後ロレーヌは、1871年の普仏戦争の結果ドイツ帝国直轄領となり、1919年のヴェルサイユ条約でフランス領に復帰している。

## 歴代領主一覧

### ロタリンギア大公
- ゲープハルト（903年 - 910年）　コンラディン家、東フランク王コンラート1世の叔父
- レニエ１世（910年 - 915年）レニエ家
- ギゼルベルト（915年 - 939年） レニエ１世の子
- ハインリヒ1世（939年 - 940年）　リウドルフィング家、のちバイエルン公、皇帝オットー1世の弟
- オットー・フォン・ヴェルダン（940/2年 - 944年）
- コンラート（赤公）（944年 - 953年） ザーリアー家、皇帝オットー1世の女婿
- ブルーノ（953年 - 965年）　リウドルフィング家、ケルン大司教、皇帝オットー1世の弟

### 下ロタリンギア公
- ゴドフロワ（1世）（下ロタリンギア辺境伯、959年 - 964年）
- リシェ・ド・モンス（964年 - 973年）

カロリング家
- シャルル（1世）（976年 - 991年）　西フランク王ルイ4世の子
- オトン（991年 - 1012年）　シャルルの子

アルデンヌ＝ヴェルダン家
- ゴドフロワ2世（1世）（1012年 - 1023年）[注 1]
- ゴデロン1世（1023年 - 1044年） 上ロタリンギア公（1033年 - 1044年）を兼ねる。
- ゴデロン2世（1044年 - 1046年）

アルデンヌ＝ルクセンブルク家（リュッツェルブルク家）
- フレデリック（1046年 - 1065年）

アルデンヌ＝ヴェルダン家
- ゴドフロワ3世（2世）（髭公）（1065年 - 1069年）　もと上ロタリンギア公（1044年 - 1047年）
- ゴドフロワ4世（3世）（せむし公）（1069年 - 1076年）

ザリエル家
- コンラート（1076年 - 1087年）　イタリア王、ローマ王。神聖ローマ皇帝ハインリヒ4世の次男

ブローニュ家
- ゴドフロワ5世（4世）（1087年 - 1100年）　エルサレムの初代聖墓守護者

リンブルフ家
- アンリ（1101年 - 1106年）　リンブルフ公ハインリヒ1世

ルーヴァン家
- ゴドフロワ6世（5世）（1106年 - 1129年）

リンブルフ家
- ヴァルラム（1129年 - 1139年）　リンブルフ公ヴァルラム2世、ブラバント公

ルーヴァン家
- ゴドフロワ7世（6世）（1139年 - 1142年）
- ゴドフロワ8世（7世）（1142年 - 1190年）

以後はブラバント公を参照。

### 上ロタリンギア公
アルデンヌ＝バル家
- フレデリック1世（上ロタリンギア辺境伯、のち上ロタリンギア公、959年 - 978年）
- ティエリー1世（978年 - 1026/1027年）
- フレデリック2世（父ティエリー1世と共治、1019年 - 1026年）
- フレデリック3世（1026/1027年 - 1033年）

アルデンヌ＝ヴェルダン家
- ゴテロン（1033年 - 1044年）　下ロタリンギア公（1023年 - 1044年）を兼ねる
- ゴドフロワ（髭公）（1044年 - 1047年）　1047年皇帝ハインリヒ3世により公位を剥奪、のち下ロタリンギア公（1065年 - 1069年）

### ロレーヌ（ロートリンゲン）公

#### シャトノワ＝ロレーヌ家
- アダルベール（1047年 - 1048年）
- ジェラール（1048年 - 1070年）
- ティエリー2世（1070年 - 1115年）
- シモン1世（1115年 - 1138年）
- マチュー1世（1138年 - 1176年）
- シモン2世（1176年 - 1205年）
- フェリー1世（1205年 - 1206年）
- フェリー2世（1206年 - 1213年）
- ティボー1世（1213年 - 1220年）
- マチュー2世（1220年 - 1251年）
- フェリー3世（1251年 - 1302年）
- ティボー2世（1302年 - 1312年）
- フェリー4世（1312年 - 1329年）
- ラウル（1329年 - 1346年）
- ジャン1世（1346年 - 1390年）
- シャルル2世（1世）（1390年 - 1431年）[注 2]
- イザベル（1431年 - 1453年）

#### ヴァロワ＝アンジュー家
- ルネ1世（シャルル2世の女婿、妻のイザベルと共治：1431年 - 1453年）　ナポリ王、アンジュー公などを兼ねる
- ジャン2世（1453年 - 1470年）
- ニコラ1世（1470年 - 1473年）
- ヨランド（1473年）　ルネ1世とイザベルの娘、ルネ2世の母

#### シャトノワ＝ヴォーデモン＝ロレーヌ家
- ルネ2世（1473年 - 1508年）　バル公（シャトノワ家の分家のヴォーデモン伯家出身、ジャン1世の玄孫）
- アントワーヌ（1508年 - 1544年）
- フランソワ1世（1544年 - 1545年）
- シャルル3世（2世）（1545年 - 1608年）
- アンリ2世（1608年 - 1624年）
- ニコル（1624年 - 1625年）
- フランソワ2世（1625年）
- シャルル4世（3世）（1625年 - 1634年）
- ニコラ2世（1634年 - 1661年）
- シャルル4世（3世）（復位、1661年 - 1675年）
1669年から1697年まで、ロレーヌはフランスに占領された。
- シャルル5世（4世）（1675年 - 1690年）
- レオポール1世（レオポルト・ヨーゼフ、1690年 - 1729年）
1702年から1714年まで、ロレーヌはフランスに占領された。
- フランソワ3世エティエンヌ（フランツ3世シュテファン、1729年 - 1737年）　神聖ローマ皇帝フランツ1世

#### レシチニスキ家
- スタニスラス（1737年 - 1766年）　ポーランド王スタニスワフ1世
スタニスラスの死後、ロレーヌ公国はフランス王ルイ15世に相続され、王領に併合された。

### 注
1. ↑  下ロタリンギア辺境伯ゴドフロワを「1世」とするかどうかで数え方が変わる。
2. ↑  下ロタリンギア公シャルルを「1世」とするかどうかで数え方が変わる。